# スペース・レンジャーズ
『スペース・レンジャーズ』（Space Rangers）は、アメリカ合衆国の未来SFドラマ。短期ドラマとして1993年にCBSで放送された。ペン・デンシャムとトリロジー・エンターテイメント・グループによって企画された。日本では1994年にアスミック・エースより第1話と第2話が収録された『スペース・レンジャーズ』、第3話と第4話が収録された『スペース・レンジャーズ2 銀河覇王の逆襲』、第5話と第6話が収録された『スペース・レンジャーズ3 流刑星からの脱出』の全3巻のVHSが発売された。その後1997年にNHKで放送された。

## キャスト
ジョン・ブーン船長
演 - ジェフ・カーク、日本語吹替 - 江原正士
スリングシップ377の船長。救助要請があれば危険を冒してでも助けに行く行動力と強い正義感の持ち主で、いざという時は命を捨てる覚悟もある。自分にも娘がいるため子供を思う気持ちが強く、バンシー星人の巣窟となった船に残された子供を生存の可能性が低いと隊員たちから言われるなかでも捜索を続けた。一方隊員思いでもあり、生き残るための戦闘能力がないと感じた者は任務に同行させず、救助任務以外で隊員に危険が及ぶ調査などの任務はいくら危険手当がつけられても受けない。連日危険な任務に就いている夫を待つことに我慢できなくなった妻のセーラと別居することになり、娘のロキシーとは数少ない任務が休みの日に会っている。船長になるための課程で法律を少しだが習っていたため、ジライアンの裁判では弁護士を担当して慣れないながらも彼の潔白を証明しようとする。
ジョジョ・トーセン
演 - マージョリー・モナハン、日本語吹替 - さとうあい
スリングシップ377のパイロット。気が強く男勝りな性格で、操縦技術が抜群で戦闘能力も優れている。女性が多数派となったニュービーナス出身で、故郷をバンシー星人に焼き払われたことから彼らに対する憎しみは強く復讐を誓っている。バンシー星人から逃げることは一族の恥だと考えており、船長の命令でも倒すまでは退かない。
ジライアン
演 - ケイリー＝ヒロユキ・タガワ、日本語吹替 - 笹岡繁蔵
ジョン・ブーン船長のチームに同行するグラッカの戦士。彼の種族であるグラッカ星人は敵がいないときでも仲間同士で殺し合いを始めるほど戦いを好む種族だったが、1000年前頃に悪魔に魂を売った権力者を倒して以降は全種族のために戦闘能力を使うことを決意し、以後彼らは無闇に殺し合いをしない様に日常生活を送るときは闘争心を抑えるパシファイアーを首に装着している。バンシー星人や人間の肉を食べることもあるが、ジライアンは友達を食べることはないと発言する。
ドク・クルーガー
演 - ジャック・マクギー、日本語吹替 - 屋良有作
スリングシップ377のエンジニア。過去の戦闘で体の部位の多くを失い、今の彼は体の半分をサイボーグ化されている。口数が多く声も大きい。整備士としての腕は確かで、彼の修理でスリングシップ377は長い間飛行可能な状態を保っている。彼はスリングシップ377をリジーと呼び愛着を持っている。
ミマー博士
演 - クリント・ハワード、日本語吹替 - 茶風林
ホープ基地で働く科学者。細いレンズのメガネをかけている。戦闘能力が低いためレンジャーズに同行することは少ないが、頭脳明晰でホープ基地における科学部門の全てを担っている。研究熱心で惑星の環境について詳しい。負傷した隊員の治療も担当し、ドク・クルーガーから頼まれ彼の義手を取り替える。
ダニエル・キンケイド
演 - ダニー・クイン、日本語吹替 - 真地勇志
ジョン・ブーン船長に同行する新人の助っ人隊員。父親は上層部の将軍で、周りからはお坊ちゃん扱いされている。新人のなかでは射撃の成績が良いため自信過剰気味だが、実戦経験がないためバンシー星人の速さについて行けず弾を無駄遣いするなどあまり戦力にはなっていない。
エリック・ワイス大佐
演 - ゴットフリード・ジョン、日本語吹替 - 沢木郁也
本部からホープ基地に派遣された軍人。ブーン船長のチームを落ちこぼれと見なし、アンドロイドを彼らに取って代わらせるためスパイとしてチームの一員にさせ隊員のデータを盗み取ろうとするが、アンドロイドが敵に撃たれて壊れその計画も頓挫する。戦争が始まろうとする非常事態をチェスのゲームとして楽しむなど、感覚が周りとずれていることがたびたびある。
シェノー司令官
演 - リンダ・ハント、日本語吹替 - 片岡富枝
レンジャーズを統制するホープ基地の最高責任者。ジョン・ブーン船長を有能な人物と認め信頼しており、彼の家族のことなど私生活についても心配している。レンジャーズを大切に思っており、ワイス大佐の考えたレンジャーズ全員を首にしてアンドロイドに代えさせるという計画に猛反対した。人格者で密入植者に事情を聞く役割も担い、彼らが事情を話した場合本部での厳しい取り調べを免除する権限も持っている。強固な意志を持っており、本部の上層部から脅されても自分の主張を変えることはしない。
セーラ・ブーン
演 - エイミー・スティール、日本語吹替 - 佐々木優子
ジョン・ブーン船長の妻。ブーン船長が任務優先で家族の時間をなかなか取ってくれず、彼の帰りを家で待つ生活に疲れ果ててついに別居を申し出る。
ロキシー・ブーン
演 - ダニエル・ザッカーマン、日本語吹替 - 渡辺美佐
ジョン・ブーン船長の娘。父であるブーン船長と家で一緒に過ごすことを望んでいるが、任務のためなかなか会えず寂しい思いをしている。
デッカー
演 - ウィングス・ハウザー、日本語吹替 - 西村知道
レンジャーズの元教官。ジョン・ブーン船長の教官を務めた人物で、船長はある任務で自分を助けた彼を尊敬していたが、助けた理由が手柄を立てるためだと知った船長は犠牲になった部下のことを思い軍事裁判で彼を弁護しなかった。惑星スカラブでグラッカ星人が権力者を倒して封印した宇宙を支配できる武器を狙いナザーと探し回っていたが、宇宙船が墜落し移動手段がなくなった彼は第二の太陽が上がるまでに惑星から脱出するため救助を要請した。
ナザー
演 - パット・モリタ、日本語吹替 - 小関一
スカラブでデッカーと古代の武器を探していた悪の僧侶。かつて僧侶に導かれて権力者を倒したグラッカ星人の血を引くジライアンは、敵だとわかっていても本能的に彼を守るようになっていた。
トミー
演 - リック・ラティーニ三世、日本語吹替 - 石田彰
バンシー星人に襲われた密入植者の宇宙船に置き去りにされた少年。ジョン・ブーン船長は彼を放って置くことができず、バンシー星人の巣窟となった船に乗り込む。生存が絶望的と思われるなか、耳が不自由なことが幸いしバンシー星人の攻撃から逃れ息を潜めていた。
イリーナ
演 - ドーン・ジェフォリー、日本語吹替 - 寺内よりえ
トミーの母親で、犯罪シンジケートの手引きで密入植しようとしていた集団の1人。宇宙船がバンシー星人に襲われ脱出する際にトミーとはぐれ、犯罪シンジケートの男からトミーは死んだと聞かされていた。
スージー・ワトソン船長
演 - シャロン・マホニー、日本語吹替 - 沢海陽子
最近ホープ基地に派遣された船長。ジョン・ブーン船長とは訓練を共に行った間柄だが、ブーン船長はそのことをすっかり忘れておりサバイバルゲームで捕まえられた女性と言われ思い出す。危険な任務に臨むブーン船長に父の御守りを貸して無事を祈る。
イソグル
演 - リチャード・グローブ、日本語吹替 - 辻村真人
感情を表に出さないホボバという種族の悪党で、犯罪シンジケートのボス。裏で部下たちに自分が不利になる証拠を握っている人物を始末させ、用済みになった部下も葬り去る。運搬船による麻薬の密輸にも関与し、表向きは鉱石の運搬業を装っている。ジライアンと互角に戦えるほどの戦闘能力もある。証人の始末に成功した殺し屋のカーラットを消し、同じグラッカ星人のジライアンに罪をなすりつけるため記憶の一部を消去し容疑者に仕立てる。
マーラ・ベイカー
演 - クローディア・クリスチャン、日本語吹替 - 小山茉美
ヴィーロン星人との通商協定を取りまとめる場で交渉人を務める外務省で働く女性。ジョン・ブーン船長とは知り合いで、若い頃は2人共やんちゃで遊び仲間として日々不良行為をしていた。ヴィーロン星人との交渉を成功させ出世を目指していたが、そのチャンスをブーン船長の行動によって台無しにされそうになる。ゴーダー王子に謝罪するため、ブーン船長と直接謁見しにいく。
ゴーダー王子
演 - シャーマン・ハワード、日本語吹替 - 大塚明夫
爬虫類種族であるヴィーロン星人の王子。とても自己中心的な性格。だが実際はマックトウ卿の傀儡で、知らないうちに彼の言うことに従っている。通商協定を取りまとめた後クラブを見学しているとき、ブーン船長と飲んでいたジョジョ・トーセンの髪を注意しても勝手に触り続けたため、王子だと知らないブーン船長に殴り倒され外交問題に発展する。
マックトウ卿
演 - ダナ・グラッドストーン、日本語吹替 - 千田光男
ゴーダー王子の側近。王子を影で操っている人物で、地球人を敵視している。殺しを楽しむ残忍な性格で、外交問題を重大化させて戦争に持ち込むため地球人のハードキャッスル大使が乗る宇宙船を爆破させ大使を殺した。
マードック特別検事
演 - レオン・ラッサム、日本語吹替 - 仁内建之
本部にある犯罪捜査部門の最高責任者で、イソグルの行動を調査するためにホープ基地を訪れる。カーラット殺しの容疑がかけられたジライアンの裁判で検察側の検事を担当する。ベテランのため証言を誘導することに長けており、シナリオを検察側に有利な方向に進めようとする。だが実際は本物のマードックはすでに死亡しており、彼はイソグルに雇われ人間に変装したホボバ族でジライアンに有罪判決を下すため活動していた。
カーラット
演 - ジェームズ・リュー、日本語吹替 - 荒川太朗
ジライアンと同じグラッカ星人。イソグルの証人を殺した容疑でホープ基地に拘置されるが、イソグルの手引きで保釈される。イソグルの命令でジライアンを呼び出した直後にイソグルの部下に殺害され、イソグルはジライアンの記憶を消して彼に罪をなすりつける。
マティ弁護士
演 - アイシア・クレメンテ、日本語吹替 - 磯辺万沙子
ジライアンの弁護士を探していたブーン船長たちが最後の希望として依頼した人物。結局彼女からも断られ、グラッカ星人の弁護を引き受けるのは金目当ての弁護士だけだと船長たちに忠告する。
リンガー
演 - キース・バーガー、日本語吹替 - 小室正幸
エリック・ワイス大佐によってジョン・ブーン船長のチームに隊員として入れられたアンドロイド。スリングシップや銃の整備などを手際良く実行し、最新技術についても詳しい。ワイス大佐が彼を隊員にした本当の理由は、隊員たちのデータを収集していつかアンドロイドを彼らに取って代わらせるためだった。
レニー・ハッカー
演 - バディ・ハケット、日本語吹替 - 小島敏彦
落ち目のコメディアン。長い間メディアに出ていないため世間からはもう死んだと思われているが、最盛期の記憶を引きずり旬が過ぎた今でも自分が客に受けていると思っている。現在は惑星を回ってショーを行う営業で何とか稼いでいる。慰問ショーに向かう途中の進路で流星群に突っ込んだため宇宙船が破壊され、監獄星のカトラズに不時着する。
キンケイド将軍
演 - アーレン・ディーン・スナイダー、日本語吹替 - 中庸助
本部の将軍でダニエルの父親。レンジャーズの間では融通が利かないことで有名で、本部の上層部を体現するような人物。マニュアルに従わないシェノー司令官とは犬猿の仲で、嫌がらせとして予算を削減したり司令官の任を解こうとしたこともあった。親バカ気味で、ダニエルのことになると他のことが頭に入らなくなる。
リー
演 - セック・ヴェレル、日本語吹替 - 叶木翔子
カトラズの囚人たちを牛耳る女リーダー。男の囚人を引き連れて不時着した宇宙船の荷物を漁り、逆らうものは容赦無く葬り去る。カトラズから脱走するため、レニー・ハッカーを助けに来たレンジャーズのスリングシップを奪おうと画策する。
ハードキャッスル大使
演 - ジョン・マホーン、日本語吹替 - 原田一夫
地球人の代表として外交を行っている人物。ゴーダー王子の抗議を受け正式な謝罪をする予定だったが、マックトウ卿が仕掛けた爆弾によって爆死する。

## スタッフ
- 撮影監督：ドン・バージェス、ロバート・ステッドマン（英語版）,A.S.C.
- プロダクションデザイナー：C・J・ストローン、カーティス・A・シュネル
- 編集：テリー・ストークス、アラン・ボームガーテン（英語版）、ラリー・シャーウッド
- 衣裳デザイン：キャスリーン・ディトロ、キャサリン・ドヴァー
- 音楽：マーク・マンシーナ、ハンス・ジマー、ジョン・ヴァン・トンジェレン（英語版）
- SFX：ILM

### 日本語版スタッフ
- 翻訳：鈴木導、松原桂子、徐賀世子
- 演出：吉田啓介
- 効果：VOX
- 調整：飯塚秀保、高橋久義
- スタジオ：グロービジョン

## 用語
バンシー星人宇宙をさまよっている捕食者。光速でテレポートし宇宙船に乗り移る。彼らは暴力的で普通の武器の攻撃が通用せず、瞬間移動で場所を移動する。またバンシーは高い叫び声をあげて人間の神経を麻痺させ、人間が至近距離で叫び声を聞くと死んでしまう。彼らは宇宙船に乗り移って船員を皆殺しにした後、宇宙船を繭で包み超空間にある彼らの巣にテレポートさせる。
胃袋シェイカー正式名称はパラジェット。1人乗りの脱出ポッドで、惑星の地上に移動するために使われる。”胃袋シェイカー”と名付けられたのは、これに乗った隊員が乗り心地の悪さから腹の調子を崩すことが多かったため。
本部地球から指揮を行う軍の上層部。敬われる一方で保守的な思想を持つ人物が多くホープ基地の隊員からは要領が悪くしばしばおせっかいだと思われており、辺境における生活の実情には疎い。
危険手当命が危険にさらされると予想される環境状況において、その場所でのミッションに臨むチームに支払われるボーナス制度。ブーン船長のチームは、科学者の研究のためにバンシーを捕らえることを条件として3倍の危険手当を提示された。第3話の2週間前に廃止された。
重力加速器アヴァロンの軌道上に設置されている巨大なリング状の装置で、ゴムぱちんこの原理を用い宇宙船を超空間に突入させて惑星から別の惑星に移動させる。スリングシップなどいくつかの宇宙船は、重力加速器を使わなくても光速に達することができる。
ラナバウツ惑星間を移動するために使用される 飛行速度が速くとても操縦しやすい小型航空機で、よく移動手段として密売人に盗まれる。
スリングシップスペース・レンジャーズの専用機として使用されている迎撃宇宙船。他の船と違い、光速リングを使用しなくても船自体が惑星の軌道の重力を利用して超空間に突入することができる。また燃料を節約するために、従来どおり光速リングを使うこともできる。ジョン・ブーン船長のチームにはレンジャー・スリングシップ377が割り当てられた。377はエンジニアのドク・クルーガーから「ティン・リジー」というニックネームで呼ばれ、地球上の第二次世界大戦時代において戦闘機パイロットの多くが行ったようにサメのノーズアートが描かれた。スリングシップ377は予算削減で新しい部品の購入や修理ができないが、ドク・クルーガーによって多くの部位が応急処置を施されてシステムのオンラインが保たれている。
ズールーホープ基地にある士官クラブの伝統的な飲み物で、ミッションが成功して帰還したときに飲まれる。

## 惑星
ニュービーナスバンシーが侵略していた地球人の元居留星。住んでいた男性の多くは星を捨て脱出したが、女性は残って侵略者と戦うことを選んだ。その結果、アマゾーンのような家母長制の星になった。ジョジョ・トーセンはこの星の出身で、バンシーズに対する憎悪を心に抱いている。
スカラブ太陽が2つ存在し、それが同時に上がったとき地上にいる生命体が焼き払われる荒涼とした惑星。この星の植物は焼き払われても一晩で元に戻り、動物を捕食するほど生命力がある。グラッカ星人の墓地である古代寺院が存在する。
地球スペース・レンジャーズ部隊の母星で彼らを指揮するレンジャーの上層部がいる惑星。ホープ基地からは光速で行くと数週間ほどかかる。
アヴァロンホープ基地がある惑星。かつては異星人が貿易の中心地として開発した場所で、現在はホープ基地に勤めるレンジャーズが生まれてから死ぬまでを過ごす地である。外見はアメリカのサウスウェストにあるペインテッド・デザートのように見える。
カトラズ囚人の数を増やしすぎ統率が取れなくなったという本部のミスで監獄星になった惑星。銀河の極悪人を隔離して一生収監する場所。暴動が起きて手に負えなくなった看守が脱出してからは囚人しかおらず脱走する方法もない。無政府状態で、囚人は互いが決めたルールによって生活している。リーという囚人が囚人の大部分を占める派閥を率いている。惑星の名称は、脱獄不可能と言われていたサンフランシスコにある元監獄島のアルカトラズ島から取られている。
ブラッド星雲密売人や奴隷売買人の隠れ場所として有名な星雲。周囲を漂う赤い雲は多くのセンサーを妨害する。
ヴィーロン・プライム爬虫類種族であるヴィーロンたちの母星で、湿度と砂があるトロピカル惑星。

## エピソード
| No. | Title                         | Director                     | Writer(s)                                 |
| --- | ----------------------------- | ---------------------------- | ----------------------------------------- |
| 1 | "灼熱の惑星"                  | ミカエル・サロモン           | ペン・デンシャム ジェイ・ローチ           |
| 第二の太陽が上がるとすべてが焼き尽くされる惑星スカラブにいたデッカーは、植物に船が壊され惑星から脱出することが出来なくなっていた。デッカーは同行していた仲間の女性を脱出ポッドでレンジャーズに助けを求めに行かせる。ホープ基地にいたジョン・ブーン船長は、基地に運ばれてきた女性からバンシー星人の襲撃を受けて宇宙船が墜落したと話される。さらに彼女からブーン船長の教官だったデッカーの身分証を渡され、ブーン船長は彼が助けを求めていることを知り、シェノー司令官に願い出てレンジャーズを率いデッカーの救出に向かう。ブーン船長は隊員を集めてスカラブに向かい、パラジェットで地上に降りてデッカーたちの船を調べる。するとバンシー星人に襲われた形跡が見当たらず、ブーン船長たちレンジャーズは不審に思いながらデッカーを探す。だがデッカーには宇宙を征服可能な武器を手に入れるという隠された目的があり、助けに来たレンジャーズを利用してそれを果たそうとする。                                                                       |                               |                              |                                           |
| 2 | "死闘!デス・シップ"           | デヴィッド・バートン・モリス | ハーバート・ライト                        |
| 犯罪シンジケートの密入植船がバンシー星人に襲撃され、密入植者たちは船から脱出してホープ基地に逃げ込む。だがそのとき母親とはぐれた少年トミーは、1人バンシー星人の巣窟となった船に取り残される。ホープ基地では、ブーン船長が本部から派遣されたエリック・ワイス大佐にバンシー星人の生け捕りを依頼される。断るブーン船長だが、船に少年が取り残されていることを知った船長はレンジャーズと共に少年の救出を急ぐ。 |                               |                              |                                           |
| 3 | "戦慄!ギャラクシー・ギルド"   | ベン・ボルト                 | グレゴリー・ワイデン                      |
| 進入禁止区域に停泊していた盗難船と疑われる輸送船へ乗り込むため、ブーン船長たちのチームは船を盗難船にドッキングするがシールドが故障したため敵側に位置情報が丸見えだった。乗り込んだ輸送内で調査した結果船が運んでいたのは屑同然の鉱石であることが判明するが、そのとき隠れていた敵がレンジャーズの前に現れて攻撃を受けドク・クルーガーが重傷を負いジョジョ・トーセンも肋骨を折る怪我をする。何とか敵を倒し輸送船とともにホープ基地へ帰還したブーン船長たちは、ミマー博士にドクとジョジョの治療を任せる。その後シェノー司令官に輸送船のことを報告したブーン船長は、積んでいた鉱石がイソグル率いる犯罪シンジケートによる麻薬密輸のカモフラージュだという調査結果も伝える。そんななかワイス大佐から増員すると言われアンドロイドを紹介される。ブーン船長は不気味に思いながらしばらく一緒に任務をするようシェノー司令官から言われ、レンジャーズの一員として迎え入れることにする。                                                           |                               |                              |                                           |
| 4 | "宣戦布告!ダンノ・エンパイア" | デヴィッド・バートン・モリス | エド・スピールマン ハワード・スピールマン |
| ヴィーロン星人のゴーダー王子と通商協定の交渉を行っていたマーラ・ベイカーは、交渉が一段落して王子をホープ基地のクラブに案内することになる。その頃射撃試験で合格点を出したものの点数が下がったブーン船長は、年を感じ始めてクビにならないか不安に思っていた。そしてジョジョとクラブで飲んでいたブーン船長は、クラブを見学にきた王子がジョジョに注意されても彼女の髪を勝手に触り続けているのを見て殴り倒してしまう。これが外交問題に発展しシェノー司令官たちは大使に謝罪してもらおうとするが、大使は宇宙船の爆発で死亡してしまう。最後の手段としてマーラは問題を起こした張本人のブーン船長を王子に直接謝らせるため、献上品を持って謁見しに行く。だがブーン船長の行動が王子に怪我を負わせることになり、同行していたレンジャーズともども死刑を宣告される。 |                               |                              |                                           |
| 5 | "ジライアン処刑命令"          | トム・エバーハード           | ジェス・ヒュー・マン                      |
| ブーン船長たちレンジャーズは、イソグルの悪事を知る証人を殺したカーラットを捕らえる。彼はジライアンと同じグラッカ星人で、ジライアンはカーラットに対して同胞を貶める者と非難する。その頃カーラットを雇ったイソグルがホープ基地に訪れ、シェノー司令官とワイス大佐、そして彼を調査するマードック特別検事と話し、カーラットの保釈金を払って去って行く。保釈されたカーラットから伝言を受け取って彼に会いに来たジライアンは、直後イソグルによって眠らされる。その後イソグルは部下にカーラットを始末させ、ジライアンの記憶を一部消して彼をカーラット殺害容疑を被せる。このままだとジライアンが有罪になってしまうことを危惧したブーン船長は、シェノー司令官に裁判を行ってもらうよう要求する。公平な裁判をやるためワイス大佐が裁判の統括を担当することになり、ブーン船長たちは金銭を出し合ってジライアンの弁護士を探す。しかし全員に弁護を断られ途方に暮れるジョジョたちは、法律を少し習ったことがあるブーン船長を弁護士にさせることを決める。 |                               |                              |                                           |
| 6 | "流星堕ちる果てに…"           | デヴィッド・バートン・モリス | ギャヴィン・スコット                      |
| 今や時代遅れになったコメディアンのレニー・ハッカーは、マネージャーから客が集まらなかったため慰問ショーの中止を通告される。だがそのときハッカーが乗る宇宙船が流星群に突っ込み、無法地帯である監獄星のカトラズに墜落してしまう。ホープ基地では本部から視察に来るキンケイド将軍を迎えるため、司令官に無断でワイス大佐が修理されたリンガーと掃除をしていた。クラブでハッカーの墜落事故を知ったダニエルは父のキンケイド将軍に自分が成長したことを証明するため、ブーン船長に救出しにいくことを提案する。キンケイド将軍の説教を受けるより救出に行った方が良いと考えたブーン船長たちは、シェノー司令官を説得してハッカーを助けに行く。一方カトラズでは、囚人の女リーダーであるリーが墜落したハッカーの宇宙船に向かおうとしていた。 |                               |                              |                                           |